# Valparaiso (Indiana)
Valparaiso è un comune (city) degli Stati Uniti d'America e capoluogo della contea di Porter nello Stato dell'Indiana. La popolazione era di 31,730 persone al censimento del 2010.

## Geografia fisica
Secondo lo United States Census Bureau, ha un'area totale di 15,578 miglia quadrate (40,35 km²).

## Società

### Evoluzione demografica
Secondo il censimento del 2010, c'erano 31,730 persone.

### Etnie e minoranze straniere
Secondo il censimento del 2010, la composizione etnica della città era formata dall'89,9% di bianchi, il 3,3% di afroamericani, lo 0,3% di nativi americani, il 2,1% di asiatici, lo 0,1% di oceanici, il 2,2% di altre razze, e il 2,1% di due o più etnie. Ispanici o latinos di qualunque razza erano il 7,1% della popolazione.